# 古布立吞語
古布立吞語（英語：Old Brittonic），又稱普通布立吞語（或或）為曾經通行於大不列顛島的一種古老P-凱爾特語。亦稱為不列顛人(Britons (Celtic people))的凯尔特人所使用的語言，在公元6世紀時它分裂成不同的布立吞亞支各式語言：威尔士语、坎伯蘭語、康瓦爾語，及布列塔尼语等語言。它被歸類為P-凱爾特語及海島凱爾特語支。
古布立吞語為海島凱爾特語之一種，它源自原始凱爾特語，一個假設性的源頭語言，在公元前第一個千禧年的上半年就已經分散為不同的方言或語支。有一些證據表明，皮克特语可能和"古布立吞語"有密切的關連，也可能是第五個語支。

## 外部連結
- Celtic Personal Names of Roman Britain （页面存档备份，存于）
- Roman road stations of the Cannock-Chase area
- Alex Mullen (2007) （页面存档备份，存于）, "Evidence for Written Celtic from Roman Britain: A Linguistic Analysis of Tabellae Sulis 14 and 18", Studia Celtica